# Couleurs en japonais
Le tableau ci-dessous présente les différentes façons d'écrire les couleurs (色) en japonais.
| Français                       | Rōmaji                | Kana                   | Kanji    | Signification                 |
| ------------------------------ | --------------------- | ---------------------- | -------- | ----------------------------- |
| blanc                          | shiro, shiroi         | しろ, しろい           | 白, 白い | –                             |
| gris                           | haiiro                | はいいろ               | 灰色     | couleur de cendre             |
| noir                           | kuro, kuroi           | くろ, くろい           | 黒, 黒い | –                             |
| rouge                          | aka, akai             | あかい                 | 赤, 赤い | –                             |
| orange                         | orenji, daidaiiro     | オレンジ, だいだいいろ | 橙色     | couleur d'orange              |
| jaune                          | ki, kiiro             | き, きいろ             | 黄, 黄色 | –                             |
| vert                           | midori, midoriiro     | みどり, みどりいろ     | 緑, 緑色 | –                             |
| cyan (bleu-vert)               | ao, aoi               | あお, あおい           | 青, 青い | –                             |
| bleu clair                     | mizuiro               | みずいろ               | 水色     | couleur de l'eau              |
| bleu marine                    | kon/kon’iro           | こん / こんいろ        | 紺, 紺色 | –                             |
| bleu foncé                     | noukon                | のうこん               | 濃紺     | « bleu marine » foncé         |
| violet                         | murasaki, murasakiiro | むらさき, むらさきいろ | 紫, 紫色 | –                             |
| rose                           | pinku, momoiro        | ピンク, ももいろ       | 桃色     | couleur de pêche              |
| rose pâle                      | sakurairo             | さくらいろ             | 桜色     | couleur de fleurs de cerisier |
| marron                         | chairo                | ちゃいろ               | 茶色     | couleur du thé                |
| lilas, mauve pâle, violet pâle | fujiiro               | ふじいろ               | 藤色     | couleur de la glycine         |

## Exemples
- Blanc (白人, hakujin) : Blanc (personne à la peau blanche).
- Noir (黒人, kokujin) : Noir (personne à la peau noire).